# River Queen (soundtrack)
River Queen is een soundtrack volledig op (populaire) klassieke muziek geschoeid, gecomponeerd door Karl Jenkins. Karl Jenkins is een muzikale duizendpoot; eerst bevond hij zich in het alternatieve jazzcircuit met Soft Machine, later componeerde hij heel lichte klassieke muziek. Inmiddels heeft hij ook een Mis gecomponeerd.

## Muziek
Jenkins is vooral bekend vanwege zijn Adiemus-reeks; een aantal albums vol zeer vrolijke, speelse en lichte klassieke muziek. De muziek van River Queen klinkt veel meer volwassen, zwaarder qua stemming. Jenkins balanceert op dit album tussen Ierse volksmuziek en de muziek van de inlanders. Hij heeft proberen te voorkomen dat het allemaal te specifiek werd, dat zou de muziek overheersend maken ten opzichte van de film en dat wilde hij voorkomen. De muziek klinkt als een lange suite. In Preparing for War lijken de beginakkoorden erg op de beginakkoorden van de 5e symfonie van Sjostakovitsj.
- To Still My Mind (Sarah's Theme)
- Love Theme/Stepping Stones
- Abduction
- River
- Recollections
- Preparing for War
- Arrival
- Reconciliation
- River Fort
- Approach
- Families
- Blindfold
- Te Kai Po's Dream
- Wiremu on the Rampage
- Reposing
- Sarah's Theme (Solo Piano Version)
- Mr. Tattoo
- Innocence
- Doyle's Hut
- Shooting of Doyle
- River Escape
- Letter
- Cave
- Reunion

## Bron en discografie
- Uitgave EMI; London Philharmonic Orchestra o.l.v. de componist.